# 倒牙魣
倒牙魣，又稱布氏金梭魚，俗名針梭、竹梭、巴拉庫答，为輻鰭魚綱鱸形目鯖亞目金梭魚科的一個種。

## 分布
本魚分布于印度太平洋區，包括南非、東非、紅海、巴基斯坦、伊朗、印度、泰國、日本、台灣、菲律賓、印尼、澳洲、新喀里多尼亞、斐濟、法屬波里尼西亞等海域。

## 深度
水深5-80公尺。

## 特徵
本魚體延長呈魚雷狀，橫切面幾近圓柱形，上頷骨達眼前緣下方，體側具20於個角形紋，由背部延伸至側線下方約2/3處，臀鰭第1鰭基骨有擴大現象。背鰭硬棘6枚;背鰭軟條9枚;臀鰭硬棘2枚;臀鰭軟條7-9枚，體長可達90公分。

## 生態
本魚白天常成群在礁湖內礁塊的上面水層或在礁坡外徘徊，屬肉食性，以魚類為食。

## 經濟利用
為食用魚，適合各種烹飪方式。